# Horst Friedemann
Horst Friedemann (* 1. September 1932 in Wyhra; † 26. Oktober 2022) war ein deutscher Sportjournalist und Sachbuchautor. Im Rahmen seiner Tätigkeit für das Deutsche Sportecho und später das kicker Sportmagazin berichtete er vor allem über den Fußballsport.

## Berufliche Laufbahn
Friedemann, der selbst für die BSG Aktivist Neukirchen-Wyhra von 1946 bis 1954 im Kreis Borna Fußball spielte, studierte an der Leipziger Karl-Marx-Universität Journalistik. Für dreißig Jahre von 1960 bis 1990 war er der Chef der Fußballredaktion beim Deutschen Sportecho, bei dem er 1954 in der Ost-Berliner Lokalredaktion in den Beruf eingestiegen war.
Gemeinsam mit seinen Kollegen Wolfgang Hempel, Günter Simon und Klaus Schlegel, ab Mitte der 1980er-Jahre mit Jürgen Nöldner anstelle des ausgeschiedenen fuwo-Chefredakteurs Schlegel, verantwortete er redaktionell innerhalb des Ost-Berliner Sportverlags für mehr als ein Vierteljahrhundert auf dem Gebiet der damaligen DDR die Bücher zu den Fußballwelt- und Europameisterschaften sowie den Europapokalwettbewerben.
Mit dem früheren Nationalspieler Kuppe Nöldner, der von der fuwo in die neu gegründete Regionalredaktion wechselte, baute Friedemann nach der Wende ab Sommer 1990 im kurz darauf auch offiziell wiedervereinigten Berlin das Nordostbüro des kicker Sportmagazins auf und leitete dieses. In dieser Position erreichte er auch das Rentenalter und Nöldner folgt ihm 1997 nach. Knapp zwei Monate nach seinem 90. Geburtstag verstarb der vielseitige Sportjournalist im Herbst 2022.

## Schriften (Auswahl)
- Im Banne des Balls (mit Wolfgang Hempel, Günter Simon, Klaus Schlegel und Rainer Baumann). Sportverlag Berlin, Ost-Berlin 1965.
- Sparwasser und Mauerblümchen. Die Geschichte des Fußballs in der DDR 1949–1991 (Herausgeber). Klartext, Essen 1991, ISBN 978-3884744628.